# Medalja za ranjence
Medalja za ranjence je visoko vojaško odlikovanje, ki ga podeli Ministrstvo za obrambo Republike Slovenije vsem pripadnikom Slovenske vojske, ki so bili ranjeni v boju s sovražnikom, zaradi sovražnikovega bojnega delovanja ali brez svoje krivde med opravljanjem vojaške službe v miru. Odlikovanje je opredeljeno v Pravilniku o priznanjih Ministrstva za obrambo.

## Opis
Priznanje medalja za ranjence je okrogle oblike. Na njem je stilizirana kaplja krvi, na zadnji strani so vgravirani ime in priimek nosilca ter datum, ko je bil prejemnik ranjen. Priznanje je izdelano iz srebra in visi na rdečem traku.

## Nadomestne oznake
Nadomestna oznaka za medaljo za ranjence je rdeč pravokotnik, ki ima na sredini pomanjšano medaljo.

## Nošnja
Medalja za ranjence se nosi na levi strani prsi nad levim zgornjim žepom uniforme.

## Nosilci
- seznam nosilcev medalje za ranjence